# Bătălia de la Kosmidion
Bătălia de la Kosmidion a fost o bătălie, parte a Interregnului otoman, dată pe 15 iunie 1410, între armata lui Musa Çelebi și cea a lui Suleiman Çelebi, în fața zidurilor capitalei bizantine Constantinopol. În timpul bătăliei, o parte a vasalilor lui Musa, inclusiv Vuk Lazarevici, au trecut de partea lui Suleiman. Aceasta s-a încheiat cu victoria lui Suleiman Çelebi.